# Cucúlids
Els cucúlids són una família d'ocells, la principal de l'ordre dels cuculiformes. En són representants als Països Catalans el cucut i el cucut reial.

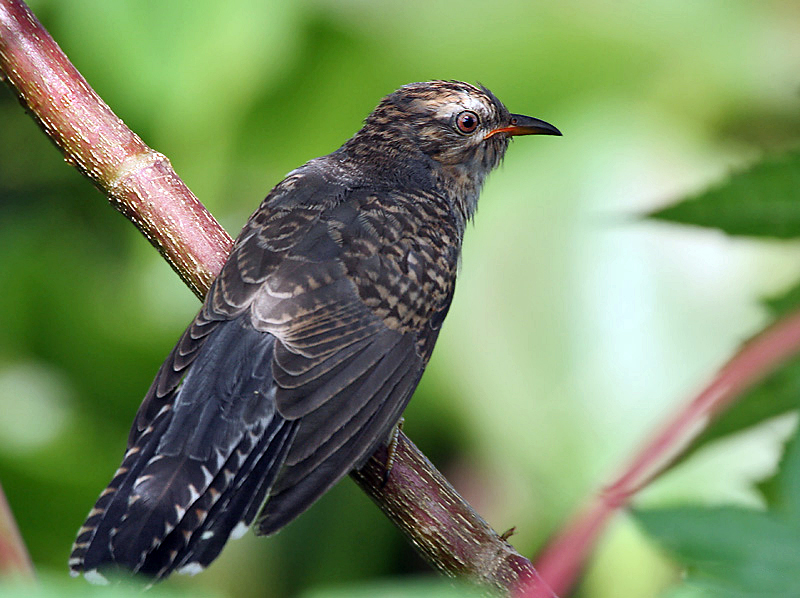
Cacomantis merulinus fotografiat a Calcuta (Bengala Occidental, Índia).

## Morfologia
- Dos dits dirigits cap endavant i dos cap endarrere.
- Cua llarga i ales força afilades.
- Bec curt i lleugerament corbat a l'extrem.
- Potes curtes.[1]

## Distribució geogràfica
Són ocells típics de les regions càlides de tota la Terra, bé que poc abundants a Amèrica.

## Costums
Són espècies majoritàriament arbòries, i és corrent que les femelles parasitin nius d'altres ocells.

## Sistemàtica

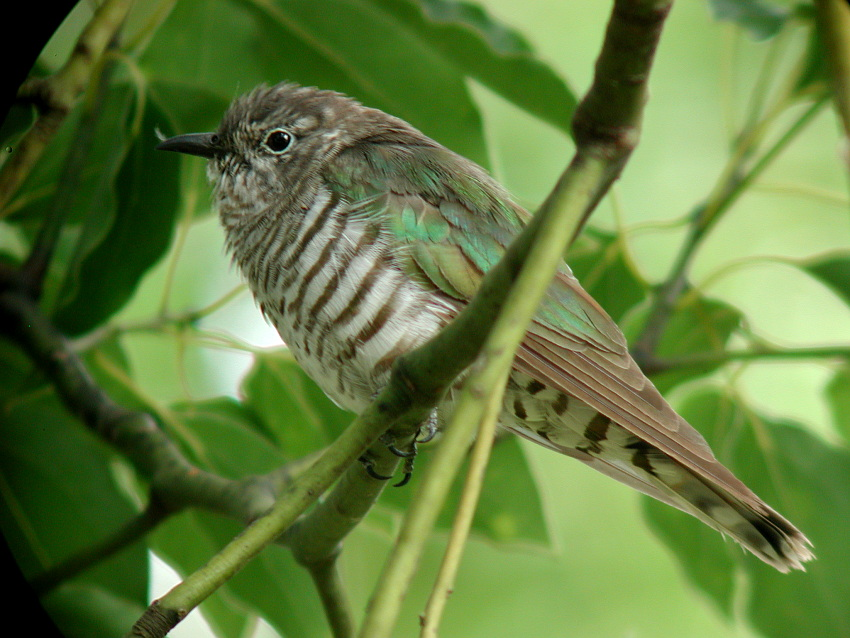
Chrysococcyx lucidus fotografiat a Queensland (Austràlia).

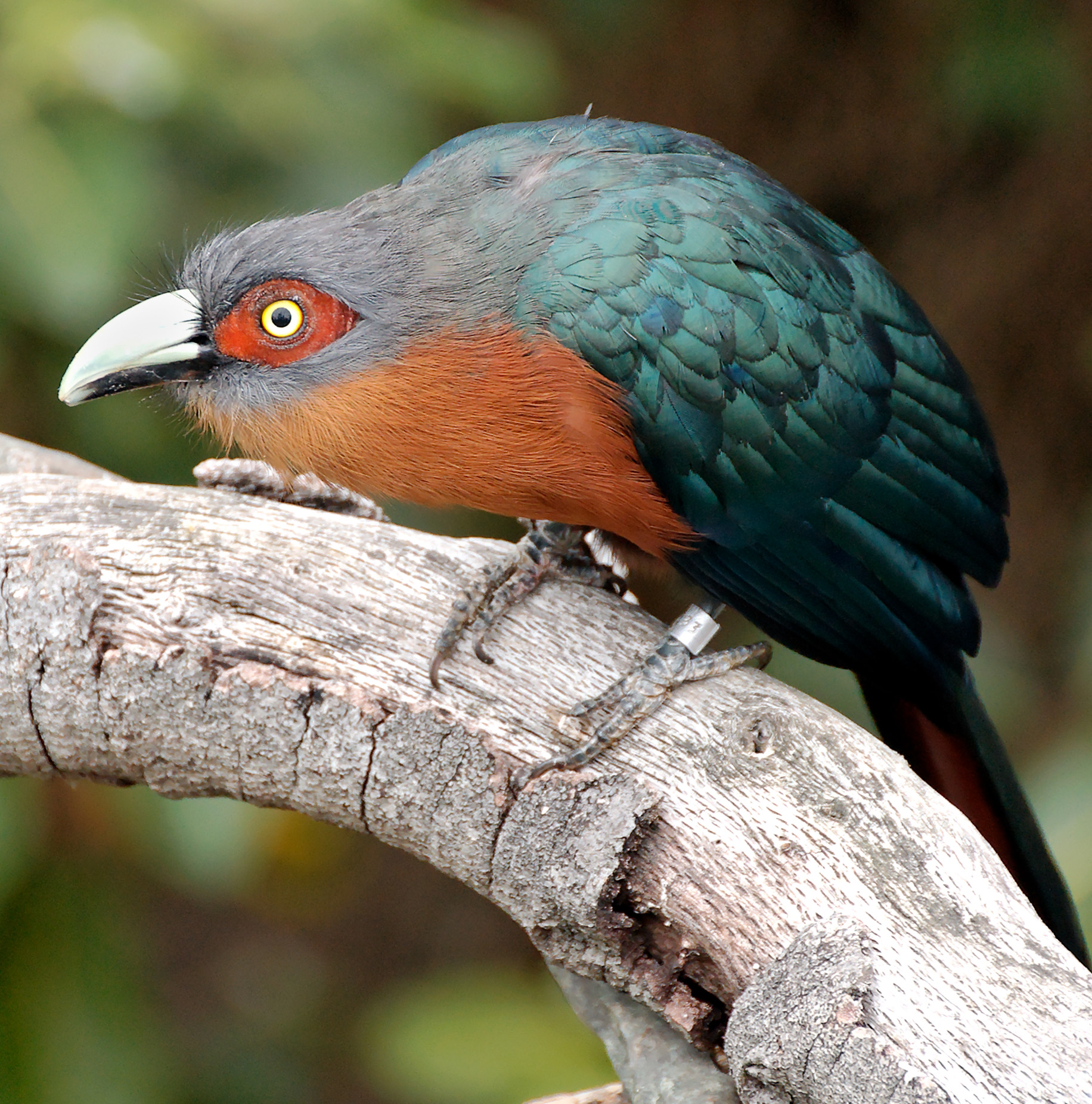
Phaenicophaeus curvirostris

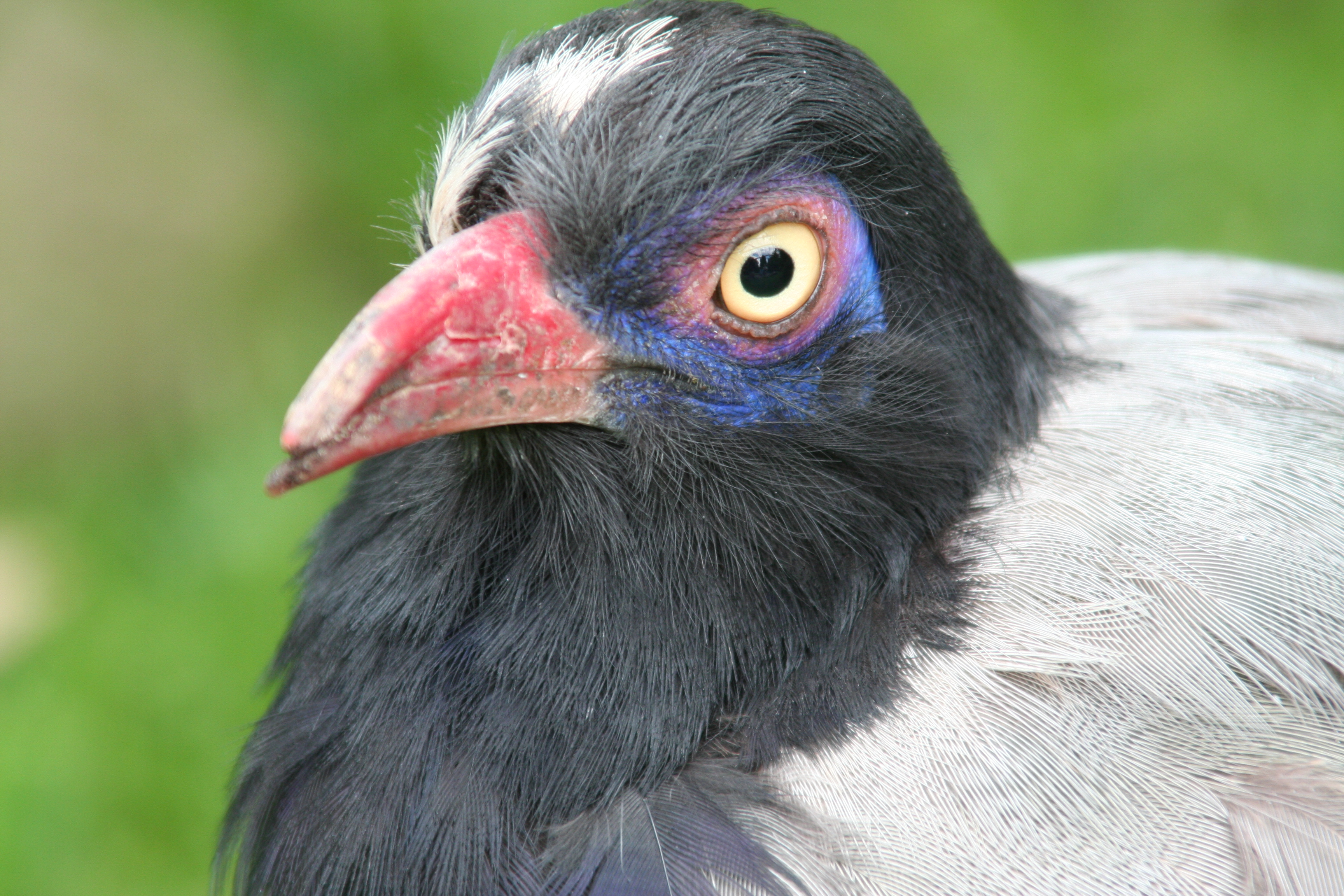
Carpococcyx renauldi

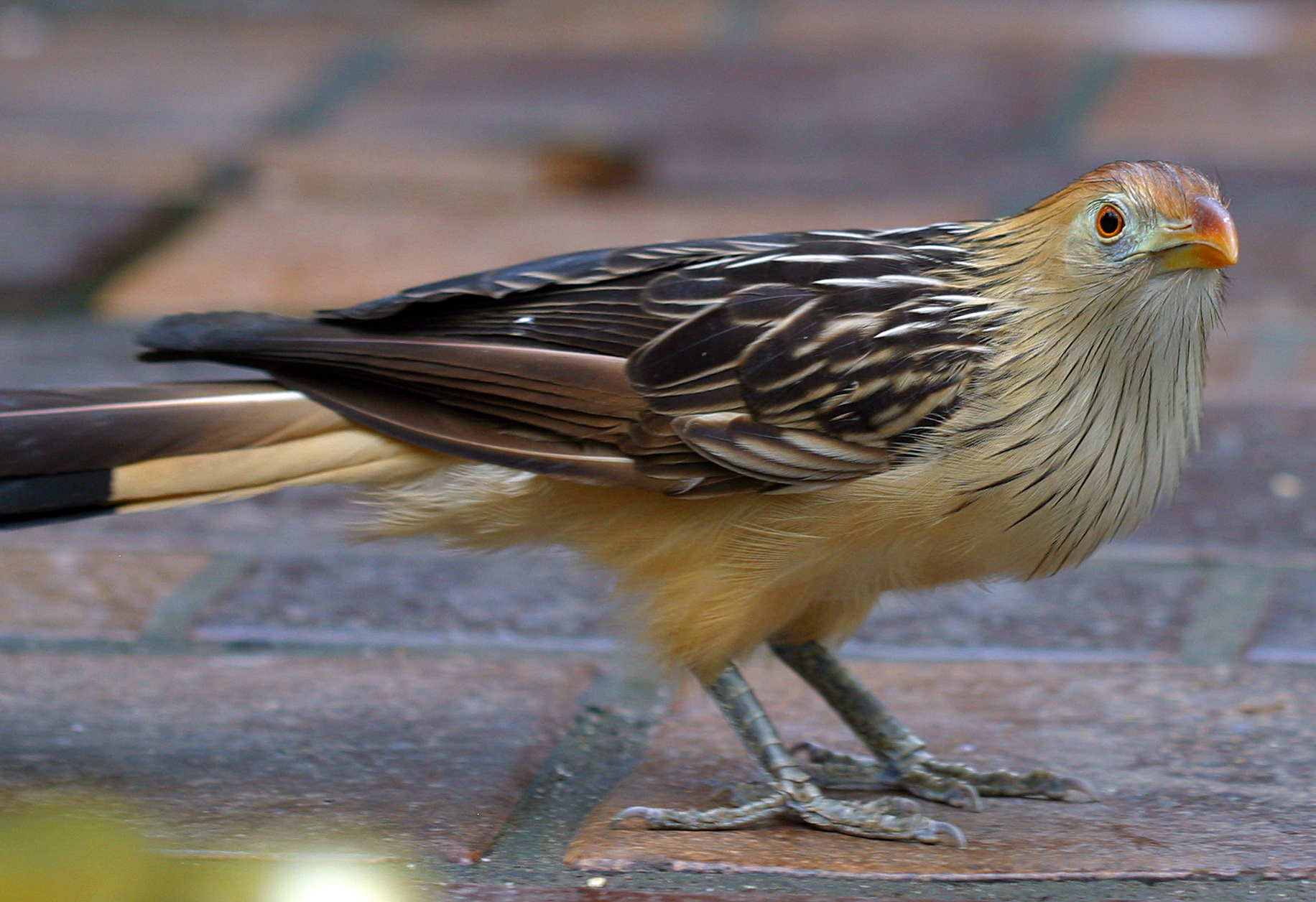
Guira guira

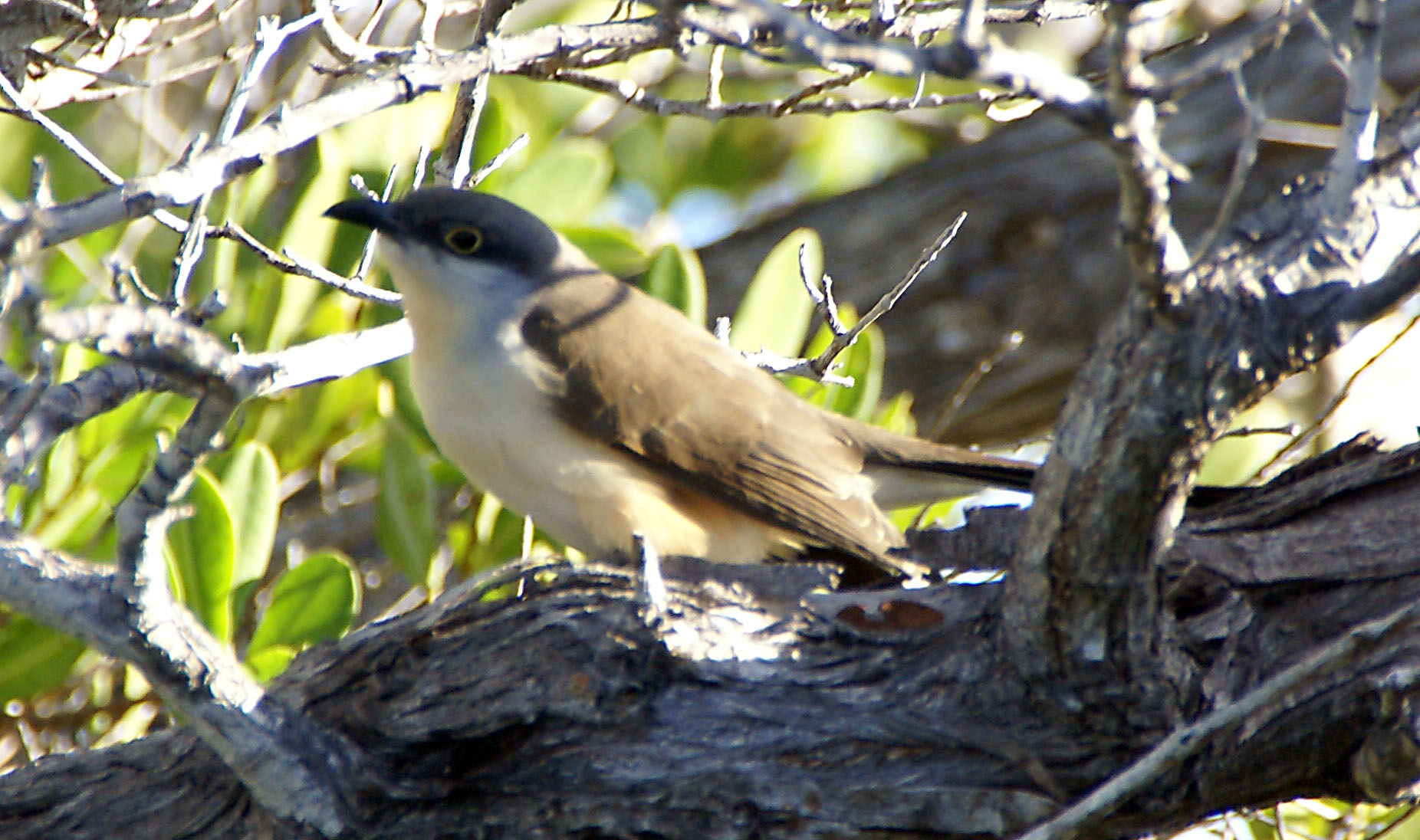
Coccyzus melacoryphus fotografiat a les Illes Galápagos.

Segons el Congrés Ornitològic Internacional (versió 2.11, 2012) aquesta família es classifica en 33 gèneres i 149 espècies, agrupades sovint en 5 subfamílies
- Subfamília Crotophaginae, amb dos gèneres i 4 espècies.
  - Gènere Guira, amb una espècie: Guira guira.
  - Gènere Crotophaga, amb tres espècies.
- Subfamília Neomorphinae, amb 5 gèneres i 11 espècies.
  - Gènere Tapera, amb una espècie: Tapera naevia.
  - Gènere Dromococcyx, amb dues espècies.
  - Gènere Morococcyx, amb una espècie: Morococcyx erythropygus.
  - Gènere Geococcyx, amb dues espècies.
  - Gènere Neomorphus, amb 5 espècies.
- Subfamília Centropodinae, amb un gènere i 28 espècies.
  - Gènere Centropus, amb 28 espècies.
- Subfamília Couinae, amb dos gèneres i 13 espècies.
  - Gènere Carpococcyx, amb tres espècies.
  - Gènere Coua, amb 10 espècies.
- Subfamília Cuculinae, amb 23 gèneres i 93 espècies.
  - Gènere Rhinortha, amb una espècie: Rhinortha chlorophaea.
  - Gènere Ceuthmochares, amb dues espècies.
  - Gènere Taccocua, amb una espècie: Taccocua leschenaultii.
  - Gènere Zanclostomus, amb una espècie: Zanclostomus javanicus.
  - Gènere Rhamphococcyx, amb una espècie: Rhamphococcyx calyorhynchus.
  - Gènere Phaenicophaeus, amb 6 espècies.
  - Gènere Dasylophus, amb dues espècies.
  - Gènere Clamator, amb 4 espècies.
  - Gènere Coccycua, amb tres espècies.
  - Gènere Piaya, amb dues espècies.
  - Gènere Coccyzus, amb 13 espècies.
  - Gènere Pachycoccyx, amb una espècie: Pachycoccyx audeberti.
  - Gènere Microdynamis, amb una espècie: Microdynamis parva.
  - Gènere Eudynamys, amb tres espècies.
  - Gènere Urodynamis, amb una espècie: Urodynamis taitensis.
  - Gènere Scythrops, amb una espècie: Scythrops novaehollandiae.
  - Gènere Chrysococcyx, amb 13 espècies.
  - Gènere Cacomantis, amb 10 espècies.
  - Gènere Cercococcyx, amb tres espècies.
  - Gènere Surniculus, amb 4 espècies.
  - Gènere Hierococcyx, amb 8 espècies.
  - Gènere Cuculus, amb 11 espècies.
  - Gènere Nannococcyx, amb una espècie: Nannococcyx psix.